# David Wise (freestyleskiër)
David Wise (Reno (Nevada), 30 juni 1990) is een Amerikaanse freestyleskiër. Hij nam deel aan de Olympische Winterspelen 2014 in Sotsji en de Olympische Winterspelen 2018 in Pyeongchang. 

## Carrière
Bij zijn wereldbekerdebuut, in januari 2009 in Park City, scoorde Wise direct zijn eerste wereldbekerpunten. Tijdens de wereldkampioenschappen freestyleskiën 2009 in Inawashiro eindigde de Amerikaan als vierde op het onderdeel halfpipe. Twee maanden later stond hij in La Plagne voor de eerste maal in zijn carrière op het podium van een wereldbekerwedstrijd.
In Deer Valley nam Wise deel aan de wereldkampioenschappen freestyleskiën 2011. Op dit toernooi eindigde hij wederom als vierde op het onderdeel halfpipe. Op de Winter X Games XVI in Aspen won de Amerikaan goud op het onderdeel halfpipe. Op 4 maart 2012 boekte hij in Mammoth Mountain zijn eerste wereldbekerzege. Op de Winter X Games XVII in Aspen won Wise opnieuw goud op het onderdeel halfpipe. Op de wereldkampioenschappen freestyleskiën 2013 in Oslo veroverde de Amerikaan de wereldtitel op het onderdeel halfpipe. Tijdens de Olympische Winterspelen van 2014 in Sotsji werd hij de eerste olympisch kampioen in de halfpipe.
In de Spaanse Sierra Nevada nam Wise deel aan de wereldkampioenschappen freestyleskiën 2017. Op dit toernooi eindigde hij als vierde in de halfpipe. Een jaar later, tijdens de Olympische Winterspelen van 2018 wist hij zijn titel in de halfpipe met succes te verdedigen; hij won wederom de gouden medaille op dit onderdeel.
Op de wereldkampioenschappen freestyleskiën 2019 in Park City eindigde de Amerikaan als zevende in de halfpipe.

## Resultaten

### Olympische Spelen
| Jaar | Plaats      | Resultaten |
| ---- | ----------- | ---------- |
| 2014 | Sotsji      | Halfpipe   |
| 2018 | Pyeongchang | Halfpipe   |

### Wereldkampioenschappen
| Jaar | Plaats        | Resultaten  |
| ---- | ------------- | ----------- |
| 2009 | Inawashiro    | 4e Halfpipe |
| 2011 | Deer Valley   | 4e Halfpipe |
| 2013 | Voss          | Halfpipe    |
| 2017 | Sierra Nevada | 4e Halfpipe |
| 2019 | Park City     | 7e Halfpipe |

### Wereldbeker
Eindklasseringen
| Seizoen   | Algm | HP     |
| --------- | ---- | ------ |
| 2008/2009 | 42e  | 4e     |
| 2010/2011 | 25e  | Brons  |
| 2011/2012 | 22e  | Goud   |
| 2012/2013 | 13e  | Brons  |
| 2013/2014 | 50e  | 9e     |
| 2014/2015 | 6e   | Goud   |
| 2015/2016 | 42e  | 7e     |
| 2016/2017 | 60e  | 9e     |
| 2017/2018 | 8e   | Zilver |
| 2018/2019 | 18e  | Brons  |
| 2019/2020 | 31e  | 7e     |

Wereldbekerzeges
| Datum            | Plaats           | Onderdeel |
| ---------------- | ---------------- | --------- |
| 4 maart 2012     | Mammoth Mountain | Halfpipe  |
| 2 februari 2013  | Park City        | Halfpipe  |
| 12 januari 2014  | Breckenridge     | Halfpipe  |
| 5 december 2014  | Copper Mountain  | Halfpipe  |
| 8 december 2017  | Copper Mountain  | Halfpipe  |
| 12 januari 2018  | Snowmass         | Halfpipe  |
| 16 februari 2019 | Calgary          | Halfpipe  |